# 琼楠
琼楠（学名：Beilschmiedia intermedia）为樟科琼楠属下的一个种。其种加词“intermedia”意为“中间的”。